# アラバト・スピット

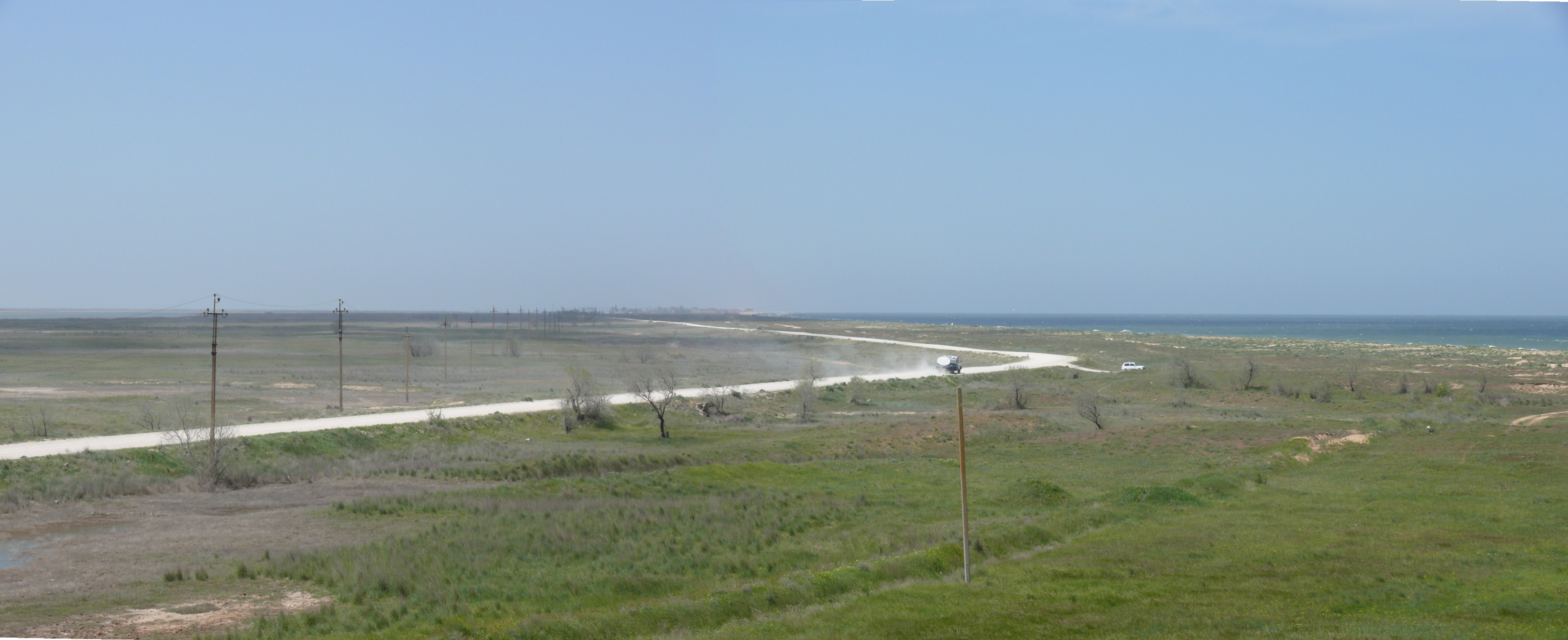
アラバト・スピット南部に位置するアラバト要塞

アラバト・スピット （ウクライナ語: Арабатська коса, ロシア語: Арабатская коса, クリミア・タタール語: Арабат бели）もしくはアラバト・アロー は、アゾフ海と腐海とを隔てる砂州である。この砂州はゲニチェスク海峡を北端に、クリミア半島の北東の海岸沿いにかけて位置している。

## 名前
アラバト・スピットは、ウクライナとロシアでは「アラバト・アロー」（ウクライナ語: Арабатська стрілка, Arabatska strilka; クリミア・タタール語: Арабат бели, Arabat beli; ; ロシア語: Арабатская стрелка, Arabatskaya strelka）と通常呼ばれている。南端に位置するアラバト要塞に由来し、「アラバト」とはアラビア語で「駐屯地」を意味する「rabat」、もしくは「郊外」を意味する「rabad」から取られたとも言われる。

## 地理と気候
アラバト・スピットは長さ112キロメートル、幅は270メートルから8キロメートル、平均幅は3.5キロメートルである 。面積は約395平方キロメートル。西暦1100年-1200年ごろの地盤沈降によって形成された、比較的歴史の浅い地形である。
砂州のアゾフ海側の海岸は低地かつ直線的であるが、腐海側は入り組んだ形をしている。ゲニチェスク海峡側から7.5キロメートル地点と32キロメートル地点の2箇所に、幅7-8キロメートルほどの茶色みがかった粘土質の丘陵地帯が存在するほかは、主にアゾフ海の海流によって堆積した砂と貝殻からなる。海岸から100-200メートルほど沖合でもその深さは2メートルほどと、遠浅である。冬の気温は0℃近くまで下がるが、春と秋は10-15℃ほど、夏には25-30℃まで上昇する。

## 歴史
1835年に道路と25-30キロメートルおきに設置された郵便用の5つの駅逓が建設される以前は無人であった。19世紀の終わりにアラバトという名前の村ができ、当時235人ほどであった入植者たちは主に漁業や酪農などに従事し、腐海の浅い海と塩分濃度の高い海水を活かし造塩業もおこなった。19世紀当時の塩の生産高は、アラバト・スピットだけでも年に24,000トンに達した。
現在この地は主に保養地である。アゾフ海側の海岸はビーチとしても利用されている。この砂州は地理的にはクリミア半島の一部であるが、北側はウクライナ・ヘルソン州に属し、南側は2014年からはクリミア自治共和国が事実上領有している。クリミア併合において一時は砂州の全体がロシア軍によって占領されたものの、2014年12月に北部のヘルソン州側から撤退した。

## 居住地
砂州の北部、ヘルソン州にはHenicheska Hirka、Shchaslyvtseve、Strilkoveといった農村が位置し、南部のクリミア共和国側にはSolyaneという農村がある。